# دونگ‌جه، خوب یا حرامزاده
دونگ‌جه، خوب یا حرامزاده (انگلیسی: Dongjae, the Good or the Bastard; کره‌ای: 좋거나 나쁜 동재) یک مجموعه محصول تلویزیونی کره جنوبی ساخته شده توسط لی سو یون، به نویسندگی هوانگ ها جون و کیم سانگ وون، به کارگردانی پارک گون هو و با بازی لی جون هیوک و پارک سونگ وونگ است. این مجموعه، اسپین‌آف مجموعه تلویزیونی غریبه است و حول محور زندگی سو دونگ جه به عنوان یک دادستان می‌چرخد. این مجموعه از ۱۰ اکتبر ۲۰۲۴ از تیوینگ و از ۱۴ اکتبر ۲۰۲۴ از تی‌وی‌ان پخش شد. این مجموعه همچنین برای استریم در پارامونت پلاس در مناطق منتخب قابل دسترسی است.

## بازیگران

### اصلی
- لی جون هیوک در نقش سو دونگ جه[۲]
- پارک سونگ وونگ در نقش نام وان سونگ[۲]